# 펜탁스 *ist DS
펜탁스 *ist DS는 펜탁스에서 2004년 10월 출시한 보급형 디지털 SLR기종이다. 펜탁스 *ist D의 마이너 버전으로 저렴하게 출시된 기종이다.

## 사양
1. 측광 : A, F, FA, FAJ 렌즈 사용시 16분할 측광, 중앙중점식, 스팟측광 / K,M 렌즈는 옵션 설정후 노출고정으로 측광 가능
2. 자동 초점 : 11개의 자동 초점 센서 ( 9개는 십자 형태 자동 초점 )
3. 노출모드 : 스탠다드 프로그램/인물/풍경/접사/액션/야경 모드, 조리개우선, 셔터우선, 매뉴얼
4. 노출보정 : -2.0~+2.0EV (1/2EV 씩 또는 1/3EV씩)
5. CCD : 23.5x15.7mm CCD(1.5배 크롭). 원색필터. 610만/631만화소(유효/실제)
6. LCD : 2.0" TFT LCD. 21만화소
7. 감도 설정: ISO 200-3200
8. 저장방식 : SD 카드, USB 2.0, RAW, JPG 촬영 가능
9. 셧터 : 30 - 1/4000, B
10. 동조속도 : 1/180
11. 셧터타입 : 세로주행 전자식 금속 셧터
12. 연속 촬영 : 2.8매/초, 8장까지 촬영가능
13. 피사계심도 미리보기 기능 : 있음
14. 셀프타이머 : 있음(12초/2초)
15. 미러업 : 있음 (셀프타이머를 이용한 미러업)
16. 노출고정 : 있음 (20초)
17. 내장 플래시 : GN 15.6 / 환산 28mm(ISO200/m)
18. 외장 플래시 : 전용 외장 플래시 사용시 P-TTL, 무선동조, 고속동조, 후막동조
19. 생산년도 : 2004년
20. 바디 : 505g (배터리 제외), 125x93x66mm, 플라스틱 코팅된 부분적 메탈구조
21. 배터리 : 1.5V AA Battery x 4 (니켈수소충전지 추천)
22. 뷰파인더 : 95%/0.95배 (APS CCD기준 시야율/배율), 펜타프리즘 채용, -2.5~+1.5 디옵터 설정

## 장점
- (발매당시)세계 최소형, 최경량 DSLR 카메라
- 한글 메뉴 지원
- 다양한 장면 모드
- 버튼 조작감 우수
- 고광량 내장 플래시
- 높은 선예도
- 다양한 펜탁스군 렌즈 사용 가능

## 단점
- 전면 커맨드 다이얼 채용 안함
- 화이트 밸런스 매뉴얼 모드 버튼 채용 안함
- 번거로운 인터페이스
- 이전 제품보다 높은 노이즈 발생률
- 실내 촬영 시 화이트 밸런스 오토 모드 부정확
- 5매 이상부터 연사 속도 느려짐

## 사진

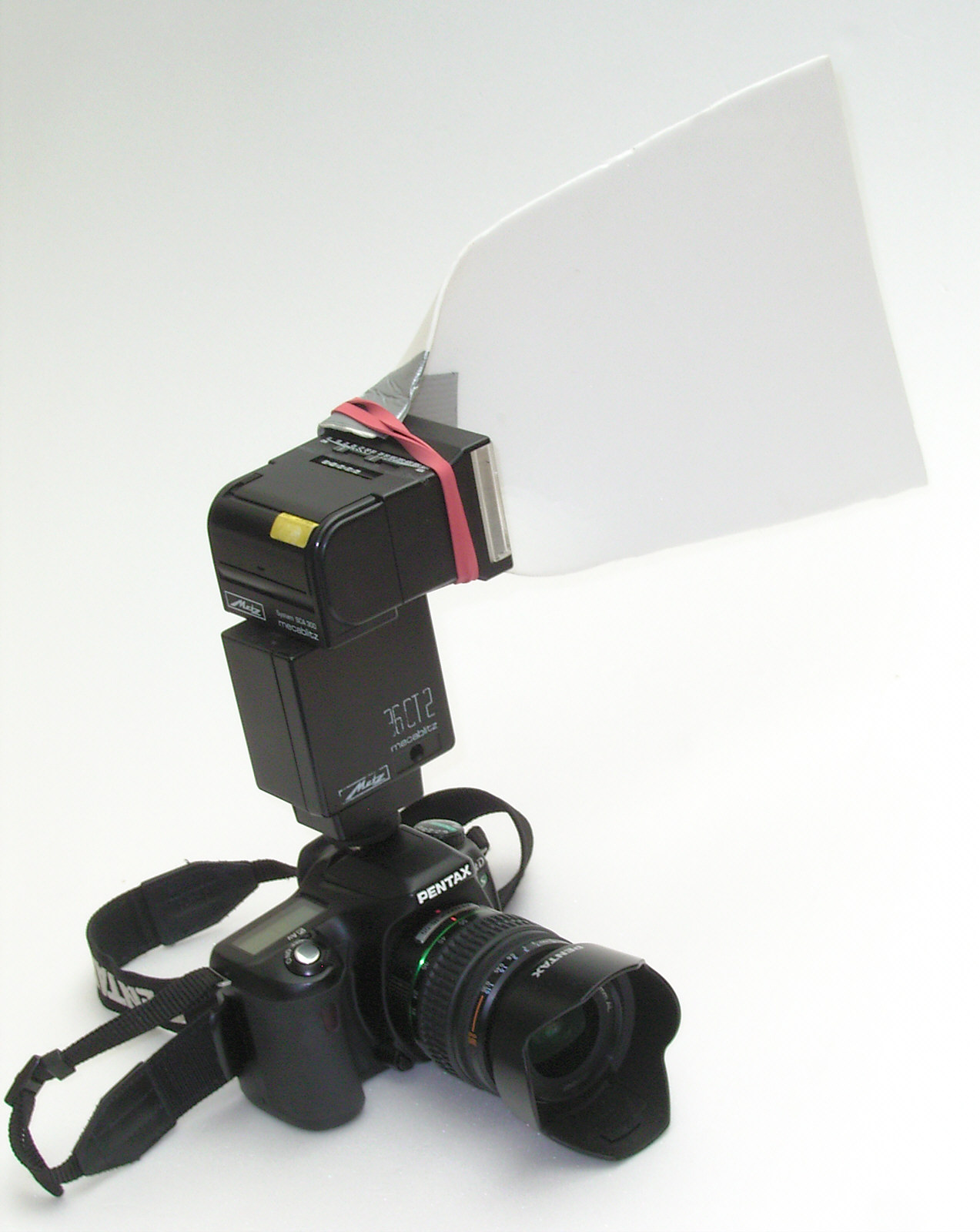
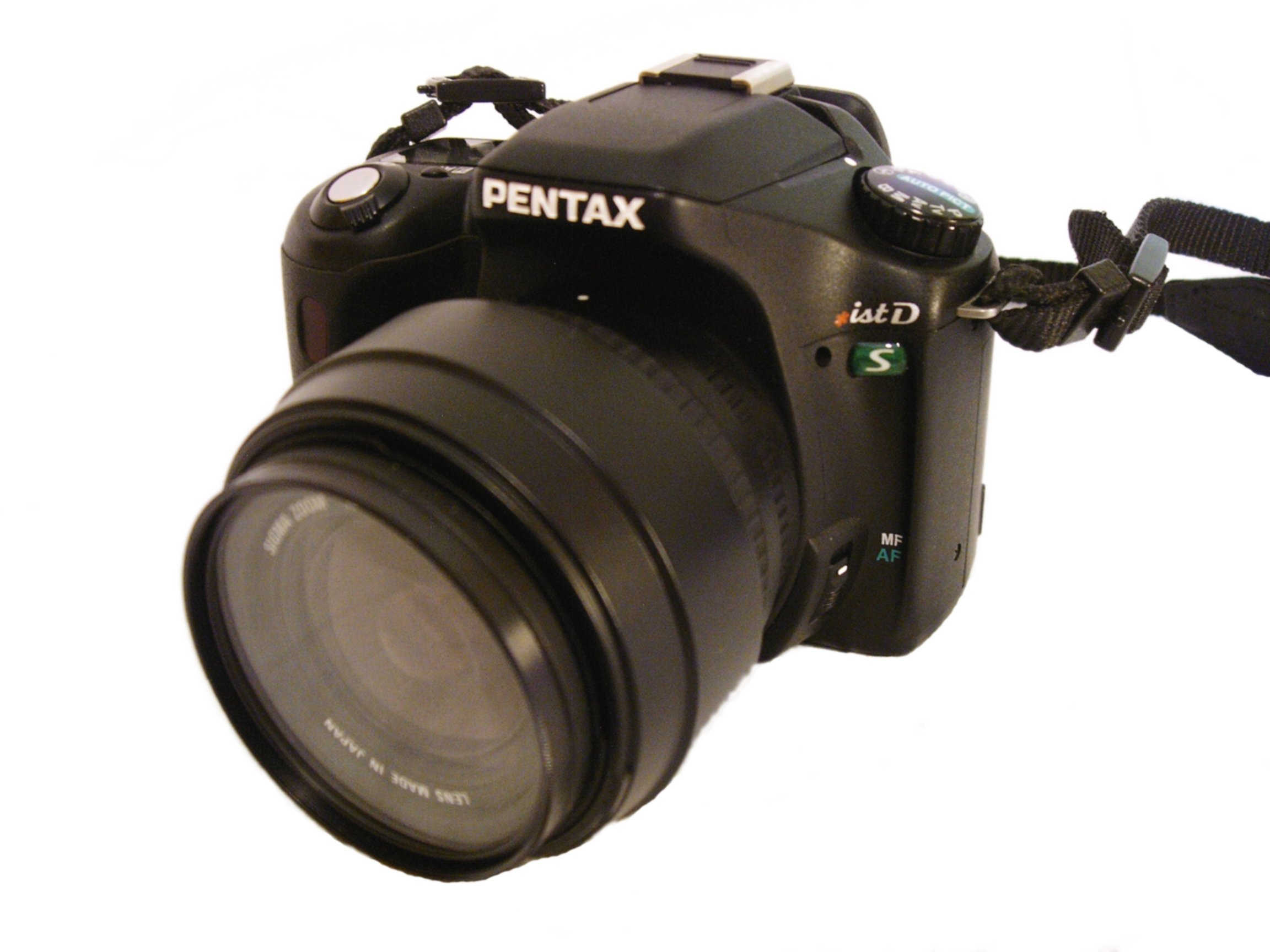
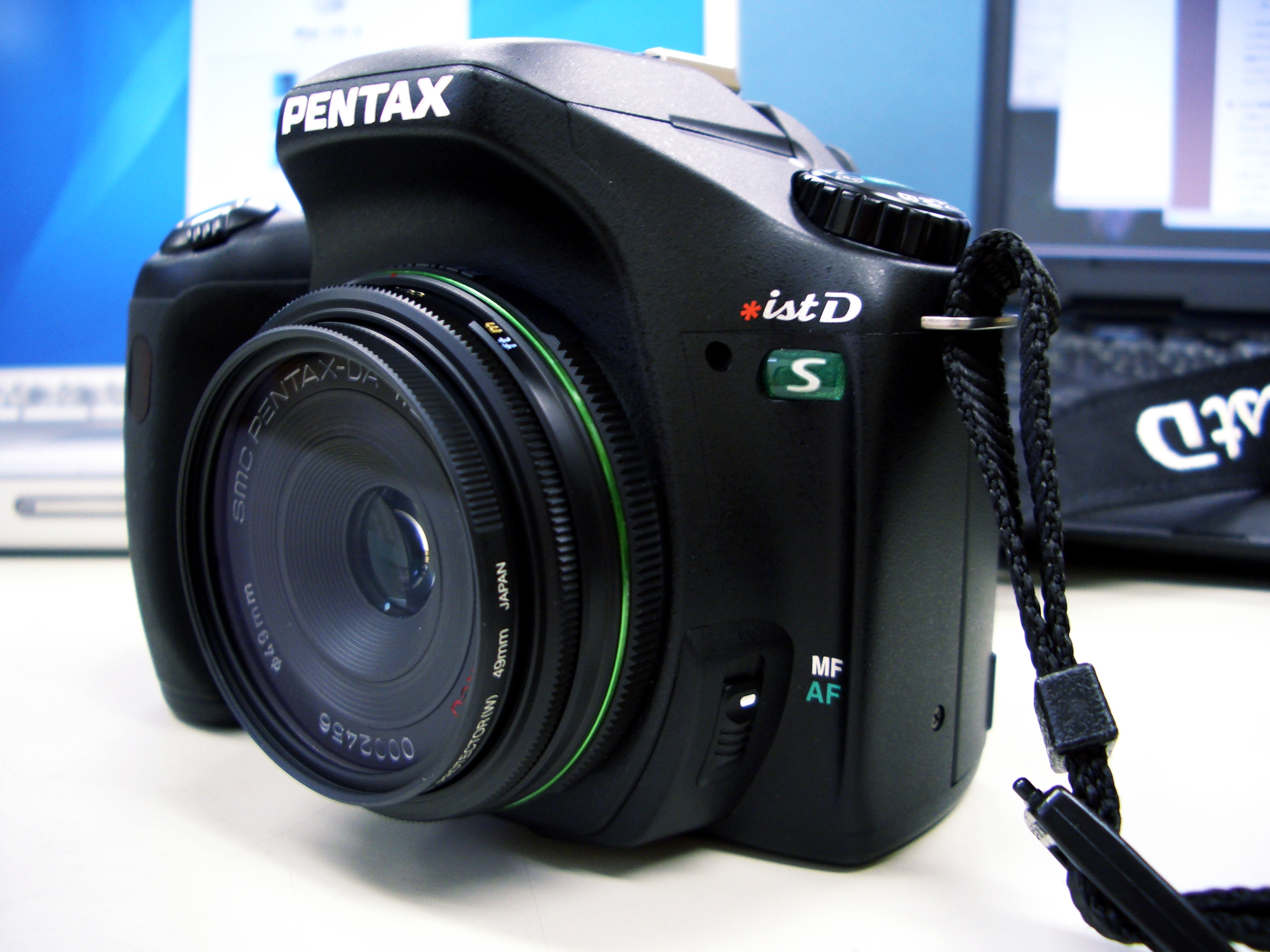
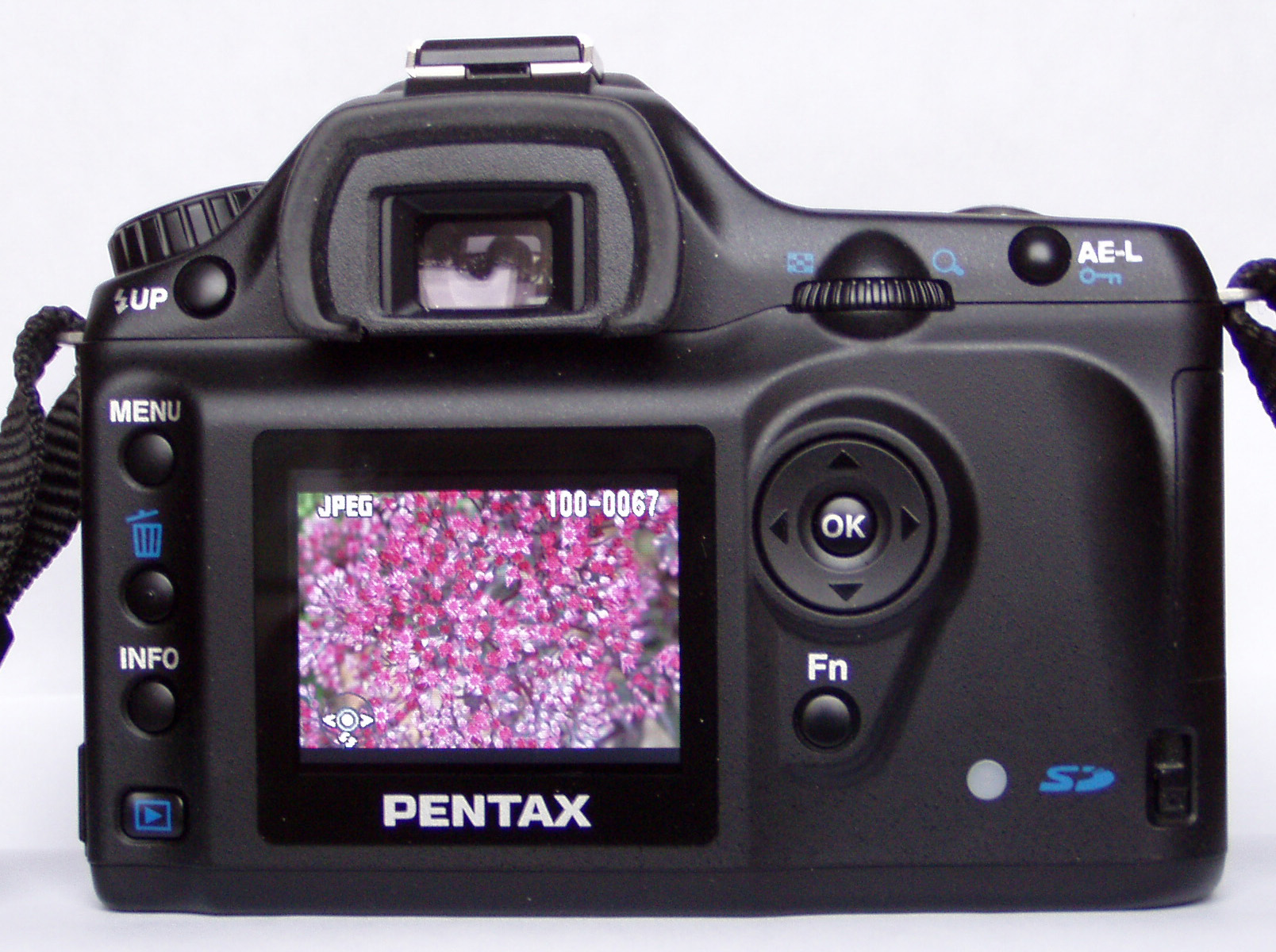